# Kocha... nie kocha!
Kocha... nie kocha! (fr. À la folie... pas du tout) – francuski dreszczowiec/romans w reżyserii Laetitii Colombani. 

## Opis fabuły
Film opowiada historię Angelique - dziewczyny do szaleństwa zakochanej w żonatym lekarzu Loicu.

## Obsada
- Audrey Tautou – Angelique
- Samuel Le Bihan – Loic
- Isabelle Carré – Rachel
- Clément Sibony – David
- Sophie Guillemin – Héloïse
- Éric Savin – Julien
- Michèle Garay – Claire Belmont
- Élodie Navarre – Anita
- Catherine Cyler – Jeanne